# Plaça de Baix i passeig de l'Ebre (Móra d'Ebre)
La Plaça de Baix i Passeig de l'Ebre conformen un conjunt de vials al nord-est del nucli urbà de la població de Móra d'Ebre, dins dels límits del nucli antic i a tocar el curs del riu. Plaça de planta rectangular envoltada d'edificis en tres dels seus costats. El que queda lliure està orientat al riu i connecta amb el Passeig de l'Ebre. Aquests edificis són majoritàriament rectangulars, distribuïts en planta baixa i dos o tres pisos, amb les cobertes de dues vessants. Destaca l'edifici situat a la cantonada de la plaça amb el Carrer de la Palma, donat que presenta una galeria porxada a la planta baixa. Està formada per un total de tres arcs de mig punt i dos arcs carpanells, bastits en diferents èpoques. Damunt d'un dels pilars dels arcs hi ha una placa commemorativa gravada amb una inscripció on s'explica la pujada del nivell del riu el dia 9 d'octubre de 1787. Una altra inscripció gravada a la pedra del basament del pilar fa referència a la riuada del 23 d'octubre de 1907. Des d'aquesta plaça s'agafa el Passeig de l'Ebre, carrer que separa el poble del curs del riu. Les cases que delimiten el traçat presenten les mateixes característiques que les de la plaça, tot i que moltes han estat arranjades.

## Història

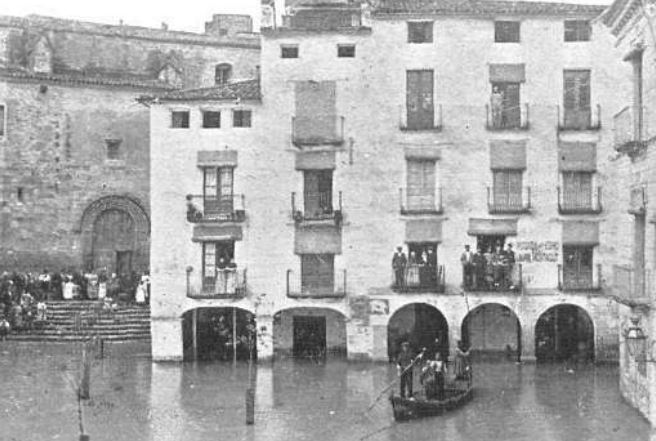
La Plaça de Baix durant la riuada de 1907

Els principals esdeveniments històrics varen succeir dins el marc d'aquesta plaça, car és pas obligat per entrar al castell: el setge de Móra pels templers i Montcada d'Ascó a finals del segle XIV; el pas de l'abat de Poblet, empresonat al castell de Móra per l'exèrcit de Joan II; l'estada de l'arquebisbe de Tarragona, Pedro de Urrea, per defensar Catalunya contra Joan II el juny de 1462; el pas del Comte Hug Roger de Pallars, empresonat al castell.
La riuada de 1787 va cobrir la plaça, l'església i els carrers baixos de Móra d'Ebre. A Móra d'Ebre moriren nou persones i caigueren 104 cases; cal dir que tenia agregat, encara, els Masos de Móra la Nova. La riuada de 1907 va cobrir, també tota la plaça de Baix de Móra d'Ebre, però no arribà al nivell de la de 1787.
Abans de fer-se el pont sobre l'Ebre, el Passeig de l'Ebre era l'entrada de la Vila de Móra d'Ebre des del riu, el qual es passava d'un costat a l'altre amb una barca.